# Henning Åkerman
Henning Åkerman, född 18 december 1893 i Svedala, Malmöhus län, död 11 juli 1972 i Eslöv, var en svensk träsnidare.
Han var son till trädgårdsmästaren Nils Johansson-Åkerman och Johanna Hansson och gift med Erna Edina Olsson. Åkerman flyttade i ung ålder till Eslöv, där han arbetade som skomakare på Eslövs skofabrik. Han var teosof och godtemplare. Fritiden ägnade han åt träsniderier av lokala profiler och historiska personer. Han var aktiv konstnär från 1917 fram till sin död. Han inspirerades av Döderhultarens träsniderier men, högg även stenskulpturer och målade på duk.
Bland Henning Åkermans mest kända verk finns en träfigur av Prins Wilhelm, som såldes till släkten Trolle-Bonde, och ett epitafium över Henric Schartau som fortfarande kan beskådas i Stora Råby kyrka och skulpturer föreställande ärkebiskop Nathan Söderblom och Selma Lagerlöf. 
Separat ställde han ut i Eslöv 1961 och hans verk ställdes flera gånger ut på lokala gallerier under hans levnadstid, men även på flera gallerier med svenskamerikaner i USA. En större utställning med hans verk ägde rum på Medborgarhuset i Eslöv 1996. Åkerman är representerad vid Eslövs museum.